# Sven Davidson (politiker)
Sven Gunnar Davidson, född 7 juli 1931, död 14 januari 2005, var en svensk ingenjör och högerextrem politiker. Han var mellan 1983 och 1986 ledare för Bevara Sverige Svenskt och satt mellan 1986 och 1988 som vice partiledare i Sverigepartiet. Från 1989 satt Davidson i styrelsen för Sverigedemokraterna.
Efter ett ursprungligt engagemang i den fascistiska Nysvenska rörelsen, för vars Stockholmsavdelning han var ordförande under 1960-talet, kom Davidson att bli en av grundarna av kampanjorganisationen Bevara Sverige Svenskt (BSS), där han satt som ordförande från 1983. Under denna period beskrev Davidson sig själv som rasist och framförde åsikten att raserna skall utvecklas separat, och i tidningen BSS-nytt gick han till angrepp mot kulturliberaler för dess positiva syn på "rasblandning".
När BSS 1986 gick samman med Framstegspartiets Stockholmsavdelning för att bilda Sverigepartiet blev Davidson vice ordförande i den nya organisationen. Detta parti kom dock att bli kortlivat, och när det 1988 gick upp i det nybildade Sverigedemokraterna blev Davidson en av partiets ledande krafter. Under första halvan av 2000-talet lämnade Davidson Sverigedemokraterna för att ansluta sig till det nybildade Nationaldemokraterna, där han förblev medlem fram till sin död 2005.